# Héctor Castro
Héctor Castro (29 tháng 11 năm 1904 – 15 tháng 9 năm 1960) là một cầu thủ bóng đá và là một huấn luyện viên người Uruguay.

## Tiểu sử
Castro sinh ra ở Montevideo. Khi ông 13 tuổi ông bị mất cánh tay phải vì cưa điện, từ đó ông được gọi với biệt danh là El manco (nghĩa là một tay hoặc người tàn phế).

## Sự nghiệp
Castro bắt đầu sự nghiệp vào mùa giải 1923-1924 trong màu áo câu lạc bộ của Uruguay Nacional và là cầu thủ đầu tiên ghi bàn thắng cho đội Đội tuyển bóng đá quốc gia Uruguay trong trận đấu ở World Cup được tổ chức lần đầu tiên năm 1930. Ở Nacional, ông dành 3 danh hiệu vô địch quốc gia.

## Danh hiệu
Cầu thủ
- World Cup 1930: Vô địch
- Olympic 1928: Huy chương vàng
- Copa América: Vô địch 1926, 1935
- Giải bóng đá vô địch quốc gia Uruguay: Vô địch 1924, 1933, 1934

Huấn luyện viên
- Giải bóng đá vô địch quốc gia Uruguay: Vô địch 1940,1941,1942,1943,1952